# 394
394 (CCCXCIV, na numeração romana) foi um ano comum do século IV do Calendário Juliano, da Era de Cristo, e a sua letra dominical foi A (52 semanas), teve início a um domingo e terminou também a um domingo. Segundo o horóscopo chinês, foi o ano do Cavalo.
| Ano completo                    |
| ------------------------------- |
| Ano comum com início ao domingo |

## Eventos
24 de Agosto - data aparente da última inscrição hieroglífica egípcia, numa pedra descoberta na Ilha de Philae.
6 de Setembro - Teodósio I reunifica a parte ocidental do Império Romano e se torna imperador único governando o império unificado pela última vez até sua morte em 395.